# Isaac Broid Zajman
Isaac Broid Zajman (* 20. November 1952 in Mexiko-Stadt) ist ein mexikanischer Architekt und Designer.

## Biografie
Broid studierte an der Fakultät für Architektur und Stadtplanung der Universidad Iberoamericana bei J. Francisco Serrano Cacho und Carlos Mijares Bracho und absolvierte sein Meisterstudium im Fach Design am Oxford Polytechnic, der heutigen Oxford Brookes University, in England. Im Anschluss besuchte er Kurse für Landschaftsgestaltung an der Universidad Nacional Autónoma de México (UNAM) und diplomierte auch an der Universität Edinburgh im Bereich Stadtgestaltung und Landschaftsplanung.
Zu seinen architektonischen Arbeiten zählen Wohn- und Bürogebäude, kulturelle Objekte und Arbeiten im Bereich der Stadtplanung und -gestaltung.
Er lehrt an der Universidad Iberoamericana Architekturgeschichte, ist dort Projektkurskoordinator und Professor für Projekte an der Universität. Außerdem ist er Verlagsmitglied zahlreicher Architekturzeitschriften und gehört seit 1999 dem Sistema Nacional de Creadores de Arte (SNCA) an. Er nahm an verschiedenen nationalen und internationalen Ausstellungen teil.

## Werke (Auswahl)
- Calzada-Zaragoza-Strecke der Metro-Linie A im Distrito Federal de México in Zusammenarbeit mit Aurelio Nuño Morales und Carlos Mac Gregor Ancinola
- Centro de la Imagen (dt.: Zentrum des Bildes) am Plaza de la Ciudadela, México D. F., gemeinsam mit Abraham Zabludovsky (1993)
- Telcel (Grupo Carso)-Korporationsbürogebäude, México D. F.
- „Guillermo Bonfil Batalla“-Bibliothek in Cuicuilco
- „Sondi-Ambrosi“-Haus in Puerto Escondido
- „Vázquez“-Haus in Coyoacán
- Videoteca Nacional Educativa (dt.: nationale Ausbildungsvideothek) zusammen mit Miquel Adrià und Michael Rojkind
- „Mata“-Bar im historischen Zentrum Centro Histórico von Mexiko-Stadt
- Centro Cultural Teopanzolco in Cuernavaca, 2017

## Auszeichnungen
Broid wurde für seine Arbeiten mehrfach ausgezeichnet, unter anderem mit dem Record Interior Award der Architekturzeitschrift Arquitectural Record, 1991 mit der Silbermedaille bei der Biennale in Bulgarien und einer Ehrenerwähnung bei der mexikanischen Biennale für Architektur. Im Jahre 2018 wurde Broid Zajman für sein 2017 vollendetes Centro Cultural Teopanzolco in Cuernavaca dreifach prämiert mit dem Simon Architecture Prize - Living Places, dem First International Prize at Quito Architecture Biennial und dem Premio Óscar Niemeyer.